# Kanton Saint-Omer
Kanton Saint-Omer (francouzsky Canton de Saint-Omer) je francouzský kanton v departementu Pas-de-Calais v regionu Hauts-de-France. Tvoří ho 16 obcí. Zřízen byl v roce 2015.

## Obce kantonu
- Bayenghem-lès-Éperlecques
- Clairmarais
- Éperlecques
- Houlle
- Mentque-Nortbécourt
- Moringhem
- Moulle
- Nordausques
- Nort-Leulinghem
- Saint-Martin-lez-Tatinghem
- Saint-Omer
- Salperwick
- Serques
- Tilques
- Tournehem-sur-la-Hem
- Zouafques